# Gasteracantha diardi
Gasteracantha diardi là một loài nhện trong họ Araneidae.
Loài này thuộc chi Gasteracantha. Gasteracantha diardi được Hippolyte Lucas miêu tả năm 1835.